# Oudenbosch vasútállomás
Oudenbosch vasútállomás vasútállomás Hollandiában, Halderberge községben, Oudenbosch településen.

## Vasútvonalak
Az állomást az alábbi vasútvonalak érintik:
- Antwerpen–Lage Zwaluwe-vasútvonal

## Kapcsolódó állomások
A vasútállomáshoz az alábbi állomások vannak a legközelebb:
- Zevenbergen vasútállomás
- Roosendaal vasútállomás